# Kawamura Takumu
Takumu Kawamura (sinh ngày 28 tháng 8 năm 1999) là một cầu thủ bóng đá người Nhật Bản.

## Sự nghiệp câu lạc bộ
Takumu Kawamura đã từng chơi cho Sanfrecce Hiroshima.